# Реквием (роман)
«Ре́квием» — детективный роман Александры Марининой, двадцатый из серии о Каменской.

## Сюжет
У Насти Каменской на службе возникла опасная ситуация, и Гордеев попросил генерала Заточного взять Настю пока к себе. Теперь Каменская создаёт аналитический отдел в ведомстве Заточного и заодно помогает бывшим коллегам раскрывать убийство молодого сотрудника милиции.

## Отзывы и критика
Илья Овчинников в статье «Маятник Марининой» писал:
«Реквием» и «Призрак музыки» написаны вроде бы тем же почерком, что и «Убийца поневоле», но что-то изменилось. И дело даже не только в помпезных и почти одинаковых заглавиях...  не только в упрощении диалогов и усложнении авторских отступлений; не только в том, что Маринина превращается в морализатора и учителя жизни. Предыдущие её книги были хороши именно как детективы — в лучших из них обычно разрабатывалось не менее трех сюжетных линий, которым удавалось к финалу сплестись самым причудливым образом. В последних двух романах — ровно по одной линии; и даже самый недогадливый читатель вычислит убийцу примерно к середине книжки.
Вячеслав Курицын отмечает в этом романе метафорфозу 
Двадцатый роман с гордым именем «Реквием» явил читателю историю, написанную с позиции знания: не столько Настя Каменская расследовала нравы шоу-бизнеса, сколько уже искушённая Александра Маринина их перед нами разоблачала. И если в одном из ранних текстов появление человека по фамилии Рудин, руководящего неким сочинским кинофестом, ничуть не нарушало прайвеси Mарка Рудинштейна, ибо было наивным и вполне умозрительным приёмом, то в «Реквиеме» автор цинично эксплуатирует историю Пугачёвой и Киркорова, явно давая понять, что знает больше, чем мы.
 Курицын упрекает «Реквием» в самоуверенной интонации: «будто бы подполковник, перескочив через очередное звание, получил генеральские погоны».

## Адаптации и переводы
Роман был экранизирован  в пятой части телесериала «Каменская» (две серии).